# Brzana karpacka
Brzana karpacka(Barbus waleckii) – mieszaniec pomiędzy dwoma gatunkami ryb słodkowodnych z rodziny karpiowatych (Cyprinidae) - brzany pospolitej oraz brzanki Barbus carpathicus.

## Taksonomia
Brzana karpacka była początkowo klasyfikowana jako odrębny gatunek Barbus cyclolepis waleckii Rolik, 1970 – podgatunek występującej w rzekach Półwyspu Bałkańskiego brzany krągłołuskiej (Barbus cyclolepis). Wraz z wieloma innymi podobnymi gatunkami i podgatunkami zaliczana była do grupy gatunków określanych mianem tauricus complex. Badania genetyczne z użyciem loci jądrowych wykazały jednak, że brzana karpacka jest hybrydą pomiędzy brzaną (Barbus barbus) i brzanką Barbus carpathicus. Do 2005 roku stwierdzono jej występowanie na 26 stanowiskach w basenie górnej Wisły i Dniestru. Dostępne dane wskazują, że są to głównie mieszańce pierwszej generacji oraz rzadziej krzyżówki wsteczne.

## Występowanie
Dorzecze Dniestru i górnej Wisły (głównie dorzecze Sanu i Wisłoki).

## Cechy morfologiczne
Ciało wydłużone, wrzecionowate, niskie. Otwór gębowy, w położeniu dolnym, jest zaopatrzony w dwie pary wąsików. Łuski średniej wielkości. Na łuskach grzbietu występują brodaweczki naskórkowe. Grzbiet brunatny, boki złociste. Brunatne plamki występują na bokach ciała, na pokrywach skrzelowych oraz na płetwach grzbietowej i ogonowej.

## Ochrona
| Wymiar ochronny | 20 cm        |
| Okres ochronny  | 1.I – 31.XII |